# Convent Smolni
El convent Smolni (en rus Воскресенский девичий Смольный монастырь, Voskrèsenski devitxi Smolni monastir) és situat sobre la riba esquerra del riu Nevà, a Sant Petersburg (Rússia). Està constituït per una catedral (собор, sobor) i un conjunt d'edificis que havien de protegir de manera inicial un convent.
L'edifici estava destinat a Elisabet, la filla del tsar Pere el Gran, un cop va ser apartada el 1725 de la successió del tron. Però després del cop d'estat de 1741 que va destituir Ivan VI, Elisabet va pujar al tron i va renunciar a entrar als ordes religiosos. Malgrat tot, la construcció del convent va continuar.
La catedral, edifici principal del convent, és considerada una de les obres principals d'estil barroc de l'arquitecte d'origen italià Bartolomeo Rastrelli, que és igualment l'autor del Palau d'Hivern, del Palau de Caterina i del Gran Palau de Peterhof, així com d'altres monuments de Sant Petersburg.

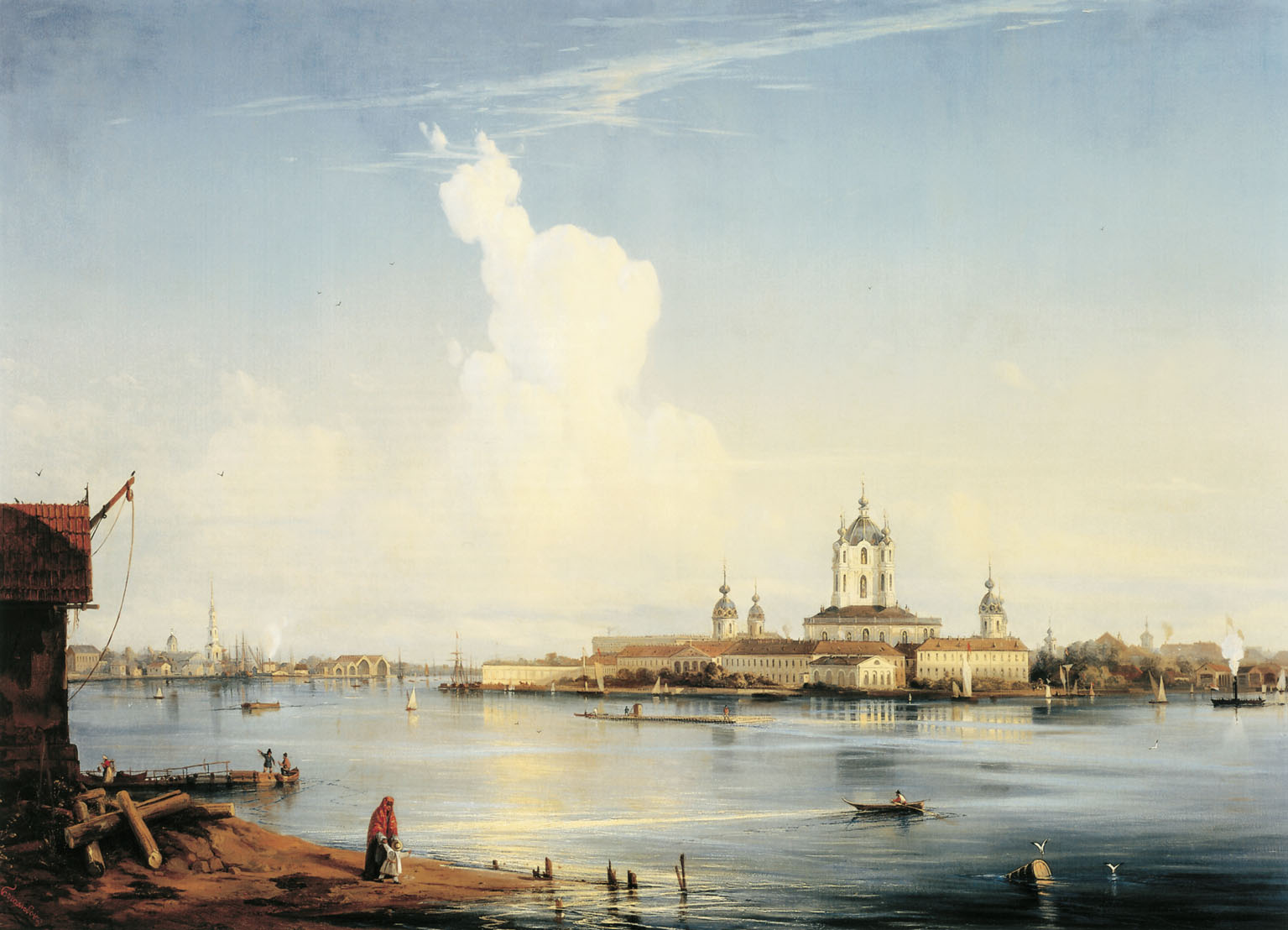
L'Smolni vist des del riu Nevà, per Aleksei Bogoliúbov (1851)

La construcció es va estendre de 1748 a 1764. El monument inicial havia de comportar un campanar que el faria ser l'edifici més alt de Sant Petersburg. La mort d'Elisabet el 1762 no va permetre l'acabament de la construcció.
Amb l'arribada al poder de Caterina II, l'estil neoclàssic va suplantar l'estil barroc. L'absència de fons no va permetre a Rastrelli acabar la seva obra, en particular el campanar i la decoració interior. No és fins al 1835 que l'arquitecte Vassili Stàssov va acabar l'edifici amb un interior d'estil neoclàssic.
Actualment la catedral és utilitzada principalment com a sala de concerts i els edificis propers són ocupats per estructures administratives i polítiques locals.
L'Institut Smolni, veí, agafa el seu nom del convent.